# Вязкость

Поведение жидкости с малой (слева) и с большой (справа) вязкостью

Вя́зкость (вну́треннее тре́ние) — одно из явлений переноса, свойство текучих тел (жидкостей и газов) оказывать сопротивление перемещению одной их части относительно другой. В результате макроскопическая работа, затрачиваемая на это перемещение, рассеивается в виде тепла. 
Механизм внутреннего трения в жидкостях и газах заключается в том, что движущиеся молекулы переносят импульс из одного слоя в другой, что приводит к выравниванию скоростей — это описывается введением силы трения. 
Твёрдые тела (стекло, металлы, полупроводники, диэлектрики, ферромагнетики) также могут обладать вязкостью, но внутреннее трение в твёрдых телах в силу специфики явления обычно рассматривается отдельно в теории упругости и пластичности.
Вязкость газов и жидкостей характеризуют динамическим коэффициентом вязкости (единица измерения в Международной системе единиц (СИ) — паскаль-секунда, Па·с, в системе СГС — пуаз, П; 1 Па·с = 10 П, 1 сП = 10−3 Па·с = 1 мПа·с) или кинематическим коэффициентом вязкости (единица измерения в СИ — м2/c, в СГС — стокс, Ст; 1 Ст = 1 см2/с = 10−4 м2/с, 1 сСт = 1 мм2/с = 10−6 м2/с; внесистемная единица — градус Энглера). Кинематический коэффициент вязкости — отношение динамического коэффициента к плотности вещества. Классические методы измерения вязкости включают, например, измерение времени вытекания заданного объёма через калиброванное отверстие под действием силы тяжести. Прибор для измерения вязкости называется вискозиметром.
Переход вещества из жидкого состояния в стеклообразное обычно связывают с достижением вязкости порядка 1011—1012 Па·с.

## Сила вязкого трения
Если параллельные плоские тела площадью {\displaystyle S} каждое, находящиеся на малом расстоянии {\displaystyle h}, движутся в той же плоскости со скоростью {\displaystyle {\vec {v}}} друг относительно друга, а пространство между телами заполнено жидкостью или газом, то на каждое из них действует сила, в простейшем случае пропорциональная относительной скорости {\displaystyle {\vec {v}}} и площади {\displaystyle S} и обратно пропорциональная расстоянию между телами {\displaystyle h}:
{\displaystyle {\vec {F}}\sim -{\frac {{\vec {v}}\cdot S}{h}}.}
Коэффициент пропорциональности, зависящий от природы жидкости или газа, называют коэффициентом динамической вязкости.
Этот закон был предложен Исааком Ньютоном в 1687 году и носит его имя (закон вязкости Ньютона).
Экспериментальное подтверждение закона было получено в начале XIX века в опытах Кулона с крутильными весами и в экспериментах Хагена и Пуазёйля с течением воды в капиллярах.
Эта сила называется силой вязкого трения.
Её качественное отличие от сухого трения, кроме прочего, в том, что она пропорциональна скорости.
Следовательно, при наличии только вязкого трения и сколь угодно малой внешней силы тело обязательно придёт в движение, то есть для вязкого трения не существует трения покоя.

## Вторая вязкость
Вторая вязкость, или объёмная вязкость, — внутреннее трение при переносе импульса в направлении движения. Влияет только при учёте сжимаемости и (или) при учёте неоднородности коэффициента второй вязкости по пространству.
Если динамическая (и кинематическая) вязкость характеризует деформацию чистого сдвига, то вторая вязкость характеризует деформацию объёмного сжатия.
Объёмная вязкость играет большую роль в затухании звука и ударных волн и экспериментально определяется путём измерения этого затухания.

## Вязкость газов
В кинетической теории газов коэффициент внутреннего трения вычисляется по формуле
{\displaystyle \eta ={\frac {1}{3}}\langle u\rangle \langle \lambda \rangle \rho ,}
где {\displaystyle \langle u\rangle } — средняя скорость теплового движения молекул, {\displaystyle \langle \lambda \rangle } − средняя длина свободного пробега. Из этого выражения в частности следует, что вязкость не очень разреженных газов практически не зависит от давления, поскольку плотность {\displaystyle \rho } прямо пропорциональна давлению, а длина пробега {\displaystyle \langle \lambda \rangle } — обратно пропорциональна. Такой же вывод следует и для других кинетических коэффициентов для газов, например, для коэффициента теплопроводности. Однако этот вывод справедлив только до тех пор, пока разрежение газа не становится столь малым, что отношение длины свободного пробега к линейным размерам сосуда (число Кнудсена) не становится по порядку величины равным единице; в частности, это имеет место в сосудах Дьюара (термосах).
С повышением температуры вязкость большинства газов увеличивается, это объясняется увеличением средней скорости молекул газа {\displaystyle u}, растущей с температурой как {\displaystyle {\sqrt {T}}}.

### Влияние температуры на вязкость газов
В отличие от жидкостей, вязкость газов увеличивается с увеличением температуры (у жидкостей она уменьшается при увеличении температуры).
Формула Сазерленда может быть использована для определения вязкости идеального газа в зависимости от температуры:
{\displaystyle \mu =\mu _{0}{\frac {T_{0}+C}{T+C}}\left({\frac {T}{T_{0}}}\right)^{3/2},}
где
{\displaystyle \mu } — динамическая вязкость (в Па·с) при заданной температуре {\displaystyle T};
{\displaystyle \mu _{0}} — контрольная вязкость (в Па·с) при некоторой контрольной температуре {\displaystyle T_{0}};
{\displaystyle T} — заданная температура в кельвинах;
{\displaystyle T_{0}} — контрольная температура в кельвинах;
{\displaystyle C} — постоянная Сазерленда для того газа, вязкость которого требуется определить.
Эту формулу можно применять для температур в диапазоне 0 < {\displaystyle T} < 555 K и при давлениях менее 3,45 МПа с ошибкой менее 10 %, обусловленной зависимостью вязкости от давления.
Постоянная Сазерленда и контрольные вязкости газов при различных температурах приведены в таблице ниже:
| Газ            | {\displaystyle C}, K | {\displaystyle T_{0}}, K | {\displaystyle \mu _{0}}, мкПа·с |
| -------------- | -------------------- | ------------------------ | -------------------------------- |
| Воздух         | 120                  | 291,15                   | 18,27                            |
| Азот           | 111                  | 300,55                   | 17,81                            |
| Кислород       | 127                  | 292,25                   | 20,18                            |
| Углекислый газ | 240                  | 293,15                   | 14,8                             |
| Угарный газ    | 118                  | 288,15                   | 17,2                             |
| Водород        | 72                   | 293,85                   | 8,76                             |
| Аммиак         | 370                  | 293,15                   | 9,82                             |
| Оксид серы(IV) | 416                  | 293,65                   | 12,54                            |
| Гелий          | 79,4                 | 273                      | 19                               |

## Вязкость жидкостей

### Динамическая вязкость

К определению динамической вязкости

Внутреннее трение жидкостей, как и газов, возникает при движении жидкости вследствие переноса импульса в направлении, перпендикулярном к направлению движения. Для так называемых ньютоновских жидкостей (которых вокруг нас большинство) справедлив общий закон внутреннего трения — закон вязкости Ньютона, связывающий вязкость с градиентом скорости:
{\displaystyle \tau =-\eta {\frac {\partial u}{\partial y}},}
где {\displaystyle \tau } — механическое напряжение сдвига,
{\displaystyle y} — координата,
{\displaystyle u} — скорость.
Коэффициент пропорциональности в этой формуле называется коэффициентом динамической вязкости, или динамическая вязкость и обычно обозначается буквой  {\displaystyle \eta } и может быть объяснён  на основе соображений о движениях молекул. Очевидно, что {\displaystyle \eta } будет тем меньше, чем меньше время {\displaystyle t} «оседлости» молекул. Эти соображения приводят к выражению для зависимости коэффициента вязкости от температуры, называемому уравнением Френкеля — Андраде:
{\displaystyle \eta =Ae^{w/kT},}
где {\displaystyle A} — коэффициент, зависящий от природы вещества,
{\displaystyle w} — энергия активации,
{\displaystyle k} — постоянная Больцмана,
{\displaystyle T} — абсолютная температура.
Иная формула, представляющая коэффициент вязкости, была предложена Бачинским. Как показано, коэффициент вязкости определяется межмолекулярными силами, зависящими от среднего расстояния между молекулами; последнее определяется молярным объёмом вещества {\displaystyle V_{M}}. Многочисленные эксперименты показали, что между молярным объёмом и коэффициентом вязкости существует соотношение
{\displaystyle \eta ={\frac {c}{V_{M}-V_{C}}},}
где:
{\displaystyle c} — константа, характерная для определённой жидкости;
{\displaystyle V_{C}} — собственный объём, занимаемый частицами жидкости.
Динамическая вязкость жидкостей уменьшается с увеличением температуры и растёт с увеличением давления.

### Кинематическая вязкость
В технике, в частности, при расчёте гидроприводов и в триботехнике, часто приходится иметь дело с величиной
{\displaystyle \nu ={\frac {\eta }{\rho }},}
и эта величина получила название кинематической вязкости.
Здесь {\displaystyle \rho } — плотность жидкости; {\displaystyle \eta } — коэффициент динамической вязкости.
Кинематическая вязкость в старых источниках часто указана в сантистоксах (сСт). В СИ эта величина переводится следующим образом: 1 сСт = 1 мм2/c = 10−6 м2/c.

### Условная вязкость
Условная вязкость — величина, косвенно характеризующая гидравлическое сопротивление течению, измеряемая временем истечения заданного объёма раствора через вертикальную трубку (определённого диаметра). Измеряют в градусах Энглера (по имени немецкого химика К. О. Энглера), обозначают — °ВУ. Определяется отношением времени истечения 200 мл испытываемой жидкости при данной температуре из специального вискозиметра ко времени истечения 200 мл дистиллированной воды из того же прибора при 20 °С. Условную вязкость до 16 °ВУ переводят в кинематическую по таблице ГОСТ, а условную вязкость, превышающую 16 °ВУ, по формуле
{\displaystyle \nu =7,4\cdot 10^{-6}E_{t},}
где {\displaystyle \nu } — кинематическая вязкость (в м2/с), а {\displaystyle E_{t}} — условная вязкость (в °ВУ) при температуре t.

### Ньютоновские и неньютоновские жидкости
Ньютоновскими называют жидкости, для которых вязкость не зависит от скорости деформации. В уравнении Навье — Стокса для ньютоновской жидкости имеет место аналогичный вышеприведённому закон вязкости (по сути, обобщение закона Ньютона, или закон Навье — Стокса):
{\displaystyle \sigma _{ij}=\eta \left({\frac {\partial v_{i}}{\partial x_{j}}}+{\frac {\partial v_{j}}{\partial x_{i}}}\right),}
где {\displaystyle \sigma _{ij}} — тензор вязких напряжений.
Среди неньютоновских жидкостей по зависимости вязкости от скорости деформации различают псевдопластики и дилатантные жидкости. Моделью с ненулевым напряжением сдвига (действие вязкости подобно сухому трению) является модель Бингама. Если вязкость меняется с течением времени, жидкость называется тиксотропной. Для неньютоновских жидкостей методика измерения вязкости получает первостепенное значение.
С повышением температуры вязкость многих жидкостей падает. Это объясняется тем, что кинетическая энергия каждой молекулы возрастает быстрее, чем потенциальная энергия взаимодействия между ними. Поэтому все смазки всегда стараются охладить, иначе это грозит простой утечкой через узлы.

## Вязкость аморфных материалов
Вязкость аморфных материалов (например, стекла или расплавов) — это термически активизируемый процесс:
{\displaystyle \eta (T)=A\exp \left({\frac {Q}{RT}}\right),}
где
{\displaystyle Q} — энергия активации вязкости (Дж/моль);
{\displaystyle T} — температура (К);
{\displaystyle R} — универсальная газовая постоянная (8,31 Дж/моль·К);
{\displaystyle A} — некоторая постоянная.
Вязкое течение в аморфных материалах характеризуется отклонением от закона Аррениуса: энергия активации вязкости {\displaystyle Q} изменяется от большой величины {\displaystyle Q_{H}} при низких температурах (в стеклообразном состоянии) на малую величину {\displaystyle Q_{L}} при высоких температурах (в жидкообразном состоянии). В зависимости от этого изменения аморфные материалы классифицируются либо как сильные, когда {\displaystyle (Q_{H}-Q_{L})<Q_{L}}, или ломкие, когда {\displaystyle (Q_{H}-Q_{L})\geqslant Q_{L}}. Ломкость аморфных материалов численно характеризуется параметром ломкости Доримуса {\displaystyle R_{D}={\frac {Q_{H}}{Q_{L}}}}: сильные материалы имеют {\displaystyle R_{D}<2}, в то время как ломкие материалы имеют {\displaystyle R_{D}\geqslant 2}.
Вязкость аморфных материалов весьма точно аппроксимируется двуэкспоненциальным уравнением
{\displaystyle \eta (T)=A_{1}T\left(1+A_{2}\exp {\frac {B}{RT}}\right)\left(1+C\exp {\frac {D}{RT}}\right)}
с постоянными {\displaystyle A_{1}}, {\displaystyle A_{2}}, {\displaystyle B}, {\displaystyle C} и {\displaystyle D}, связанными с термодинамическими параметрами соединительных связей аморфных материалов.
В узких температурных интервалах недалеко от температуры стеклования {\displaystyle T_{g}} это уравнение аппроксимируется формулами типа VTF или сжатыми экспонентами Кольрауша.

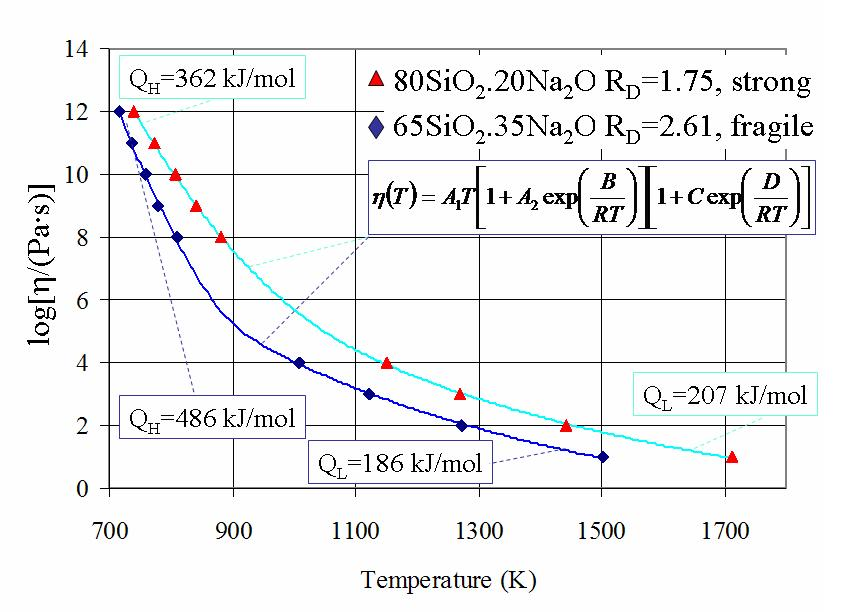
Пример вязкости стёкол

Если температура существенно ниже температуры стеклования, {\displaystyle T<T_{g}}, двуэкспоненциальное уравнение вязкости сводится к уравнению типа Аррениуса
{\displaystyle \eta (T)=A_{L}T\exp \left({\frac {Q_{H}}{RT}}\right)}
с высокой энергией активации {\displaystyle Q_{H}=H_{d}+H_{m}}, где {\displaystyle H_{d}} — энтальпия разрыва соединительных связей, то есть создания конфигуронов, а {\displaystyle H_{m}} — энтальпия их движения. Это связано с тем, что при {\displaystyle T<T_{g}} аморфные материалы находятся в стеклообразном состоянии и имеют подавляющее большинство соединительных связей неразрушенными.
При {\displaystyle T\gg T_{g}} двуэкспоненциальное уравнение вязкости также сводится к уравнению типа Аррениуса
{\displaystyle \eta (T)=A_{H}T\exp \left({\frac {Q_{L}}{RT}}\right),}
но с низкой энергией активации {\displaystyle Q_{L}=H_{m}}. Это связано с тем, что при {\displaystyle T\gg T_{g}} аморфные материалы находятся в расправленном состоянии и имеют подавляющее большинство соединительных связей разрушенными, что облегчает текучесть материала.

## Относительная вязкость
В технических науках часто пользуются понятием относительной вязкости, под которой понимают отношение коэффициента динамической вязкости (см. выше) раствора к коэффициенту динамической вязкости чистого растворителя:
{\displaystyle \mu _{r}={\frac {\mu }{\mu _{0}}},}
где
μ — динамическая вязкость раствора;
μ0 — динамическая вязкость растворителя.

## Вязкость некоторых веществ
Для авиастроения и судостроения наиболее важно знать вязкости воздуха и воды.

### Вязкость воздуха

Зависимость вязкости сухого воздуха от давления при температурах 300, 400 и 500 K

Вязкость воздуха зависит в основном от температуры.
При 15,0 °C вязкость воздуха составляет 1,78⋅10−5 кг/(м·с) или {{{1}}} Существуют компьютерные программы для расчёта вязкости газов как функций от температуры.
Вязкость зависит от температуры, у воздуха, как и других газов, вязкость увеличивается при увеличении температуры, как показано на графике.

### Вязкость воды

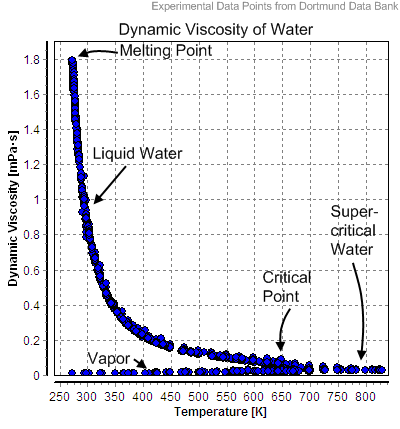
Зависимость динамической вязкости воды от температуры в жидком состоянии (Liquid Water) и в виде пара (Vapor)

Динамическая вязкость воды составляет 8,90·10−4 Па·с при температуре около 25 °C. Как функция температуры: T = A × 10B/(T−C), где A = 2,414·10−5 Па·с, B = 247,8 K, C = 140 K.
Значения динамической вязкости жидкой воды при разных температурах вплоть до точки кипения приведены в таблице:
| Температура, °C | Динамическая вязкость, мПа·с |
| --------------- | ---------------------------- |
| 10              | 1,308                        |
| 20              | 1,002                        |
| 30              | 0,7978                       |
| 40              | 0,6531                       |
| 50              | 0,5471                       |
| 60              | 0,4668                       |
| 70              | 0,4044                       |
| 80              | 0,3550                       |
| 90              | 0,3150                       |
| 100             | 0,2822                       |

Можно заметить сильную отрицательную зависимость динамической вязкости жидкой воды от температуры: при температуре 10°C она более чем в 4,5 раза выше, чем при температуре 100°C. У жидкостей с ростом температуры вязкость становится ниже.

### Динамическая вязкость разных веществ
Ниже приведены значения коэффициента динамической вязкости некоторых ньютоновских жидкостей:
| Газ            | при 0 °C (273 K), мкПа·с | при 27 °C (300 K), мкПа·с |
| -------------- | ------------------------ | ------------------------- |
| воздух         | 17,4                     | 18,6                      |
| водород        | 8,4                      | 9,0                       |
| гелий          |                          | 20,0                      |
| аргон          |                          | 22,9                      |
| ксенон         | 21,2                     | 23,2                      |
| углекислый газ |                          | 15,0                      |
| метан          |                          | 11,2                      |
| этан           |                          | 9,5                       |

| Жидкость                          | Вязкость, Па·с | Вязкость, мПа·с |
| --------------------------------- | -------------- | --------------- |
| ацетон                            | 3,06·10−4      | 0,306           |
| бензол                            | 6,04·10−4      | 0,604           |
| кровь (при 37 °C)                 | (3—4)·10−3     | 3—4             |
| касторовое масло                  | 0,985          | 985             |
| кукурузный сироп                  | 1,3806         | 1380,6          |
| этиловый спирт                    | 1.074·10−3     | 1.074           |
| этиленгликоль                     | 1,61·10−2      | 16,1            |
| глицерин (при 20 °C)              | 1,49           | 1490            |
| мазут                             | 2,022          | 2022            |
| ртуть                             | 1,526·10−3     | 1,526           |
| метиловый спирт                   | 5,44·10−4      | 0,544           |
| моторное масло SAE 10 (при 20 °C) | 0,065          | 65              |
| моторное масло SAE 40 (при 20 °C) | 0,319          | 319             |
| нитробензол                       | 1,863·10−3     | 1,863           |
| жидкий азот (при -196,15 °C)      | 1,58·10−4      | 0,158           |
| пропанол                          | 1,945·10−3     | 1,945           |
| оливковое масло                   | 0,081          | 81              |
| пек                               | 2,3·108        | 2,3·1011        |
| серная кислота                    | 2,42·10−2      | 24,2            |
| вода                              | 8,94·10−4      | 0,894           |